# Komora płytowo-oporowa
Komora płytowo-oporowa (komora RPC, z ang. Resistive Plate Chamber) – szybki gazowy detektor zbudowany z dwóch wysokooporowych, równoległych płyt z tworzywa sztucznego (dodatnio naładowanej anody, i ujemnie naładowanej katody), rozdzielonych gazem. Komory płytowo-oporowe zostały wprowadzone do użycia w doświadczalnej fizyce cząstek elementarnych w 1981 roku przez R. Santonico i R. Cardarelliego jako praktyczna alternatywa dla liczników iskrowo-wyładowczych.
W Wielkim Zderzaczu Hadronów komory RPC stanowią element detektora CMS.